# Долчанмаа, Бай-Кара Шожульбеевна
Бай-Кара Шожульбеевна Долчанмаа (15 марта 1916 года, Баян-Кол, Урянхайский край, — 24 ноября 2002 года) — советский государственный и политический деятель, председатель Президиума Верховного Совета Тувинской АССР.

## Биография
Родилась в 1916 в урочище Баян-Кол. Член ВКП(б) с 1944 года.
С 1931 года — на общественной и политической работе. В 1931—1977 гг. — председатель Баян-Кольского сумонного Совета, в Верховном Суде, Малом Хурале Тувинской Народной Республики, заведующая Отделом по работе среди женщин ЦК Тувинской народно-революционной партии, ТувАО, в Управлении МВД, МГБ по Тувинской автономной области, секретарь Кызылского городского комитета КПСС, председатель Партийной комиссии при Областном комитете КПСС Тувинской автономной области — Тувинском областном комитете КПСС, председатель Президиума Верховного Совета Тувинской АССР.
Избиралась депутатом Верховного Совета РСФСР 7-го, 8-го, 9-го созывов, Верховного Совета СССР 6-го созыва.
Умерла в 2002 году.

## Комментарии
1. ↑  Ныне — в Кызылском кожууне, Тыва, Россия.